# Seminemacheilus
Seminemacheilus är ett släkte i familjen grönlingsfiskar (Balitoridae). Släktet omfattar tre arter. Släktet förekommer endemiskt i Turkiet, undantaget arten S. tongiorgii som endast lever i Iran.

## Arter i släktet
- Seminemacheilus ispartensis Erk'Akan, Nalbant & Özeren, 2007[4]
- Seminemacheilus lendlii (Hankó, 1925)[5]
- Seminemacheilus tongiorgii Nalbant & Bianco, 1998[3]